# Corethromyces
Corethromyces Thaxt. – rodzaj grzybów z rzędu owadorostowców (Laboulbeniales). Grzyby mikroskopijne, pasożyty owadów (grzyby entomopatogeniczne).

## Systematyka
Pozycja w klasyfikacji według Index Fungorum: Corethromyces, Laboulbeniaceae, Laboulbeniales, Laboulbeniomycetidae, Laboulbeniomycetes, Pezizomycotina, Ascomycota, Fungi.
Takson ten w 1894 r. utworzył Roland Thaxter. Synonimy: Eucorethromyces Thaxt. 1900, Rhadinomyces Thaxt. 1893.

## Gatunki
Index Fungorum w 2020 r. wymienia ponad 140 gatunków tego rodzaju. W Polsce ich występowanie jest jeszcze słabo zbadane. Tomasz Majewski, jedyny polski mykolog zajmujący się nimi na szerszą skalę, do 2003 r. wymienił trzy gatunki występujące w Polsce.
- Corethromyces cristatus (Thaxt.) Thaxt. 1912
- Corethromyces pallidus (Thaxt.) Thaxt. 1912
- Corethromyces stilici Thaxt. 1901

Nazwy naukowe według Index Fungorum, wykaz gatunków według T. Majewskiego.